# 伍德蘭 (密歇根州)
伍德蘭（英語：Woodland）是位於美國密歇根州巴里縣的一個村。

## 人口
根據2020年美國人口普查的數據，伍德蘭的面積為2.20平方千米，當中陸地面積為2.20平方千米，而水域面積為0.00平方千米。當地共有人口391人，而人口密度為每平方千米177人。